# Topoli (Crimea)
|  | Per a altres significats, vegeu «Topoli». |

Topoli (en (ucraïnès): Тополі, en rus: Тополи) és un poble de la República Autònoma de Crimea, a Ucraïna, que el 2014 tenia 609 habitants. Pertany al districte de Bakhtxissarai.